# Джанджгава, Варлам Сосрамович
Варлам Сосрамович Джанджгава — советский военный, хозяйственный и политический деятель, полковник, доктор исторических наук.

## Биография
Родился в 1911 году в селе Коки. Член КПСС с 1932 года.
Участник Великой Отечественной войны: начальник политического отдела 414-й стрелковой дивизии
На 1966 гг. — первый секретарь Ленинского райкома КП Грузии города Тбилиси.
В 1969—1988 гг. — председатель Тбилисского городского комитета народного контроля.
Умер после 1988 года в Тбилиси.

## Сочинения
- Джанджгава, Варлам Сосрамович. 414-я Краснознаменная: [Анап. стрелковая дивизия] / Варлам Джанджгава; Пер. с груз. Н. Аккермана. — Тбилиси: Мерани, 1985. — 287 с., [40] л. ил.; 22 см.
- Джанджгава, Варлам Сосрамович. Трагедия Аджимушкая: Докум. очерк о Великой Отеч. войне / Варлам Джанджгава. — Тбилиси: Накадули, 1988.
- Джанджгава, Варлам Сосрамович. Революционное движение крестьян в Грузии в 1917—1921 годах: Дис. на соискание учен. степени канд. ист. наук — Тбилиси, 1970.
- Джанджгава, Варлам Сосрамович. Революционное движение крестьян в Грузии в 1895—1904 годах: Дис. на соискание учен. степени канд. ист. наук — Тбилиси, 1986.